# Lotti Jeanneret
Charlotta Maria Lotten (Lotti) Jeanneret, född Wallberg 15 juni 1887 på Villa Ekebo, död 20 juni 1973 i Stockholm, var en svensk författare och målare. Hon var mor till konstnären Kerstin Rääf.
Lotti Jeanneret var till dotter till fabrikören Alfred Wallberg och Lotten, född Eriksson, och växte upp i en förmögen familj vid Slottsmöllan i Halmstad, där familjen ägde textil- och tegelindustrier (Wallbergs Fabriks AB och Slottsmöllans tegelbruk). Hon var gift första gången 1907–1923 med godsägaren, löjtnant Axel Rääf i Småland och andra gången från 1923 med Albert Jeanneret, bror till Le Corbusier. Av svågern beställde hon en villa, Villa Jeanneret-La Roche, som kom att bli en av Le Corbusiers första mer kända verk. Hennes syster, arkitekten Ingrid Wallberg var i slutet av 1920-talet verksam hos Le Corbusier. Jeanneret verkade främst som journalist med kulturartiklar och reseskildringar i olika tidningar runt om i Norden. Hon utgav även två böcker, Fornegyptens litteraturskatt och Tusenårig japansk lyrik. På senare år verkade hon även som konstnär och är representerad på Hallands konstmuseum, Norrköpings konstmuseum och Moderna museet.